# Amatörarkeologi

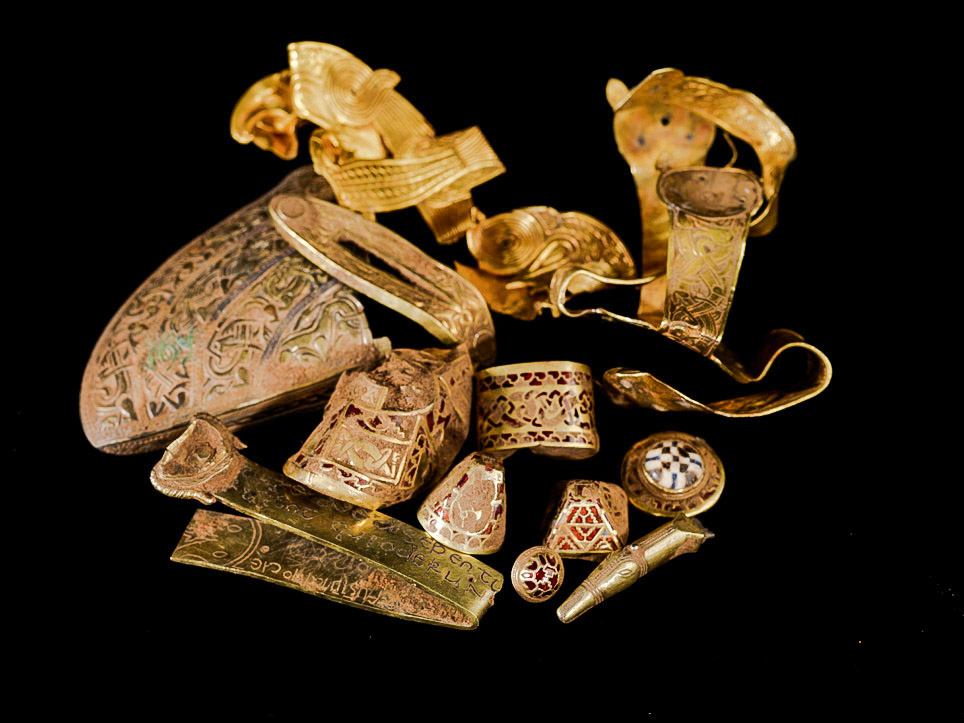
Valda delar av Staffordshire Hoard, den största anglosaxiska skatten som någonsin blivit funnen. Fyndet gjordes av amatörarkeologen Terry Herbert då han undersökte en väns mark med en metalldetektor.

Amatörarkeologi (eller hobbyarkeologi) är att bedriva arkeologi som hobby utan att ha specifika yrkeskunskaper om ämnet. Att som amatör göra egna utgrävningar och finna fornlämningar har blivit populärare och allt fler aktiviteter anordnas numera i Sverige av Riksantikvarieämbetet för amatörarkeologer. Kursverksamhet har hållits i bland annat Varnhem och Birka.
I Sverige skyddas fornlämningar av kulturmiljölagen som bestämmer hur arbetet kring fornlämningar skall utföras och amatörarkeologin blir därmed något som måste utföras med aktsamhet för lagen samtidigt som det kan bli en aktivitet där myndigheter inte har insyn i arbetet. I Sverige krävs sedan 2014 tillstånd för att använda metallsökare och Riksantikvarieämbetet har menat att göra det lättare att använda metallsökare gör att det blir svårare att upptäcka och påtala fornminnesbrott.
"Reglerna innebär att en enskild måste ha tillstånd, oavsett i vilket syfte användandet ska ske. Det framgår dessutom av lagtexten att en enskild inte kan få tillstånd till att använda metallsökare i syfte att leta efter fornfynd. Vid tillståndsprövningen ska fornlämningssituationen vara avgörande, dvs. tillstånd bör inte lämnas i eller vid en fornlämning eller på en plats där okända kända fornlämningar eller fornfynd kan förväntas."